# Saissetia bobuae
Saissetia bobuae är en insektsart som beskrevs av Takahashi 1935. Saissetia bobuae ingår i släktet Saissetia och familjen skålsköldlöss.
Artens utbredningsområde är Taiwan. Inga underarter finns listade i Catalogue of Life.